# Club Deportivo UAI Urquiza
Il Club Deportivo UAI Urquiza (precedentemente noto come Club Ferrocarril Urquiza), è una società calcistica argentina con sede nella città di Villa Lynch, nel Partido di General San Martín nell'area metropolitana della Grande Buenos Aires. Milita nella Primera B Metropolitana, la terza serie del calcio argentino.

## Storia
Il Club fu fondato il 21 maggio 1950 da Carmelo Santoro con il nome Club Deportivo, Social y Cultural Ferrocarril Urquiza. I primi giocatori e fan della squadra erano dipendenti della General Urquiza Railway che avevano bisogno di un terreno per giocare a calcio il sabato pomeriggio. Il club si affiliò all'AFA nel 1970 e giocò la sua prima stagione nella divisione "Aficionados" (il quarto livello del sistema calcistico argentino, in seguito ribattezzato "Primera D").
All'inizio della stagione 2009-2010 il club si fuse con l'Universidad Abierta Interamericana (UAI) formando il Club Deportivo UAI-Urquiza. Al termine della stagione il club vinse il suo primo titolo vincendo la Primera D e guadagnandosi di conseguenza la promozione in Primera C.
Nel maggio 2013, l'UAI Urquiza vinse il campionato di Primera C, venendo promosso in Primera B Metropolitana. La squadra batté il Dep. Español per 3-1, conquistando la matematica promozione in quanto la seconda in classifica, il Dep. Laferrere, distava 13 punti quando mancavano ancora 4 partite da disputare.

## Stadio
Lo stadio si trova a Villa Lynch, nel Partido di General San Martín, nella Grande Buenos Aires. Ha una capacità di 500 spettatori e non ha illuminazione. Prima del Ferrocarril Urquiza, questo campo veniva utilizzato dalla defunta squadra dello Sp. Palermo, dove giocò il leggendario portiere Amadeo Carrizo.

## Divisa e colori
Sotto la nuova denominazione venne mantenuto il colore principale che identifica il Ferrocarril Urquiza (blu chiaro) a cui venne aggiunto il bordeaux, colore aziendale dell'UAI.

## Squadra femminile
La squadra femminile ha vinto il Campeonato de Fútbol Femenino tre volte: nel 2012 (Clausura), nel 2014 e nel 2016. Nel 2015 hanno esordito nella Copa Libertadores Femenina, classificandosi terze al termine del torneo.

## Palmarès

### Competizioni nazionali
- Primera D: 1

2009-2010
- Primera C Metropolitana: 1

2012-2013